# Çekirdekli, Bigadiç
Çekirdekli là một xã thuộc huyện Bigadiç, tỉnh Balıkesir, Thổ Nhĩ Kỳ. Dân số thời điểm năm 2010 là 795 người.